# 상소법원
상소법원(上訴法院, 영어: Appellate court, Court of appeal) 또는 상소재판소(上訴裁判所)는 사법부에서 상소심을 담당하는 사법기관을 의미한다. 사건을 최초로 접수하여 재판할 수 있는 관할권(영어: Original jurisdiction)을 지닌 제1심 법원(영어: Court of first instance)에 대비되는 강학상의 개념으로, 항소심을 담당하는 항소법원(고등법원, 영어: High court)과 최종심(상고심)을 담당하는 최고법원(영어: Supreme court)을 아우르는 표현이다.
상소법원은 그 개념상 이미 상대적으로 하급법원인 제1심 법원의 판결이 존재하는 사건만을 담당하게 되므로, 처음부터 모든 사실관계를 자유롭게 판단할 수 있는 제1심 법원과 달리 오히려 제1심 법원의 판단을 반드시 감안해서 판결을 내려야 한다는 특징이 있다.

## 같이 보기
- 상소
- 법원
- 최고법원
- 고등법원

### 내용주
1. ↑  예를 들어 대한민국의 경우 형사소송법 제460조 제2항을 참조하라. "제460조 (집행지휘) ② 상소의 재판 또는 상소의 취하로 인하여 하급법원의 재판을 집행할 경우에는 상소법원에 대응한 검찰청검사가 지휘한다.[1]

### 참조주
1. ↑  “형사소송법”. 법제처 국가법령정보센터.
2. ↑  “오기두. (2010). 상소심 법원의 원심 증거조사과정 평가방법. 형사판례연구, 18, 462-463.”.